# Майяво, Аанантха Самбу
Аанантха Самбу Майяво (англ. Aanantha Sambu Mayavo, род. 18 марта 1966) — малайзийский хоккеист (хоккей на траве), полевой игрок. Участник летних Олимпийских игр 1992 года.

## Биография
Аанантха Самбу Майяво родился 18 марта 1966 года.
В 1992 году вошёл в состав сборной Малайзии по хоккею на траве на летних Олимпийских играх в Барселоне, занявшей 9-е место. Играл в поле, провёл 7 матчей, забил 1 мяч в ворота Объединённой команды.